# Bewerbungen für die Olympischen Sommerspiele 2016

Kandidatenlogo der siegreichen Bewerberstadt Rio de Janeiro

Sieben Städte reichten beim Internationalen Olympischen Komitee (IOC) eine Bewerbung für die Ausrichtung der Olympischen Sommerspiele 2016 und der Sommer-Paralympics 2016 ein. Die Bewerbungen Bakus für Aserbaidschan, Dohas für Katar und Prags für Tschechien wurden im Juni 2008 nicht für die Endauswahl zugelassen. Während sich Prag schon zuvor um die Austragung Olympischer Sommerspiele beworben hatte, war es für Baku und Doha die jeweils erste Bewerbung in der Geschichte. Für alle drei wären es die ersten Sommerspiele des Landes gewesen. Gründe für die Nichtberücksichtigung waren beispielsweise die fehlende Infrastruktur und die geographische Nähe zu Sotschi, dem Austragungsort der Olympischen Winterspiele 2014 in der aserbaidschanischen Bewerbung und die hohen Temperaturen am Persischen Golf in den Sommermonaten in der katarischen Bewerbung. In Prag ging man selbst davon aus, dass die Bewerbung chancenlos ist: „Es ist zu 99 % sicher, dass die Spiele 2016 nicht in Europa stattfinden werden“, so Pavel Bém, der Oberbürgermeister von Prag. Die Bewerbung sollte vielmehr einen Testlauf für eine erfolgreichere Bewerbung hinsichtlich der Spiele 2020 oder 2024 darstellen.
Die Zulassung für die endgültige Entscheidung um den Austragungsort erhielten am 4. Juni 2008 die amerikanische Stadt Chicago, das spanische Madrid, das brasilianische Rio de Janeiro sowie das japanische Tokio.

## Bewerbungsprozess
Für die Olympischen Sommerspiele 2016 läutete das Internationale Olympische Komitee (IOC) am 16. Mai 2007 die Bewerbungsphase ein. Alle 203 Nationalen Olympischen Komitees wurden eingeladen, eine Kandidatur einzureichen. Bis zum Ende der Bewerbungsfrist am 13. September 2007 reichten sieben Städte ihre vollständigen Unterlagen beim IOC ein.

### Wahl des Austragungsortes
Die Mitglieder des IOC entschieden am 2. Oktober 2009 in Kopenhagen, dass Rio de Janeiro der Austragungsort der Olympischen Spiele 2016 sein wird. In den ersten beiden Wahlgängen schieden die Bewerbungen aus Chicago und Tokio mit den jeweils wenigsten Stimmen aus. Mit der Verkündung im Saal um 18:50 Uhr stand Rio de Janeiro als Austragungsort offiziell fest. Die genauen Ergebnisse wurden unmittelbar danach veröffentlicht:
| Ort            | Land               | Runde 1 | Runde 2 | Runde 3 |
| -------------- | ------------------ | ------- | ------- | ------- |
| Rio de Janeiro | Brasilien          | 26      | 46      | 66      |
| Madrid         | Spanien            | 28      | 29      | 32      |
| Tokio          | Japan              | 22      | 20      | –       |
| Chicago        | Vereinigte Staaten | 18      | –       | –       |

### Korruptionsverdacht bei der Vergabe
Wegen des Verdachts des Stimmenkaufs bei der Vergabe der Olympischen Sommerspiele an Rio de Janeiro hatte die brasilianische Bundespolizei am 5. September 2017 eine Großrazzia am Zuckerhut durchgeführt und Beweismaterial im Haus des Präsidenten des brasilianischen Olympischen Komitees Carlos Arthur Nuzman sowie am Sitz des „Comitê Rio 2016“ sichergestellt. Auf Informationen französischer Justizbehörden, die bereits Anfang März 2017 bekannt geworden waren, hätten wenige Tage vor der Wahl Rio de Janeiros stimmberechtigte Mitglieder des Internationalen Olympischen Komitees, darunter der Sohn des damaligen Präsidenten des Leichtathletik-Weltverbandes (IAAF) Lamine Diack 1,5 Millionen US-Dollar und der frühere Leichtathletik-Star Frankie Fredericks 500.000 US-Dollar, Schmiergelder von dem Unternehmer Arthur Soares erhalten. Bei der „Unfair Play“ genannten Operation waren zwei Haftbefehle zu vollstrecken und insgesamt elf Hausdurchsuchungen vorzunehmen, wobei vor allem die Verhaftung des Unternehmers Arthur Soares und seiner früheren Geschäftspartnerin Eliane Calvacante Licht in das Geflecht um Korruption, Geldwäsche und Bildung einer kriminellen Organisation bringen soll.

## Übersicht der Kandidaturen

### Chicago

Bewerbungslogo Chicago 2016

Chicago setzte sich in einem inneramerikanischen Bewerbungsverfahren gegen die Bewerbungen aus Houston, Philadelphia, Los Angeles und San Francisco durch. Nachdem das USOC am 9. Januar 2007 seine Absicht zur Ausrichtung der Sommerspiele bestätigt hatte, wählten dessen Mitglieder Chicago am 14. April 2007 zum offiziellen Bewerber. Es wäre das fünfte Mal gewesen, dass die Olympischen Spiele in den Vereinigten Staaten stattfinden, zuletzt war dies 1996 in Atlanta der Fall.

### Madrid

Bewerbungslogo Madrid 2016

Madrid hatte sich erstmals für die Olympischen Spiele 1972 beworben, die aber letztlich an München gingen. Für 2012 startete man einen zweiten Versuch, die Stadt schied in einer äußerst knappen Wahl gegen Paris und den späteren Sieger London aus. Am 6. Juni 2006 bewarb sich Madrid für die Spiele 2016 und am 30. Mai 2007 bestätigte das Spanische Olympische Komitee die Kandidatur. Aufgrund der Tatsache, dass die Spiele schon 1992 in Barcelona auf spanischem Boden stattfanden und zudem die Sommerspiele 2012 an die europäische Stadt London vergeben wurden, wurden Madrid geringe Chancen eingeräumt. Andererseits erhielt die Kandidatur aber in der technischen Bewertung des IOC im Juni 2008 die zweitbeste Gesamtnote (8,2), knapp hinter Tokio (8,4) und klar vor Chicago (7) und Rio de Janeiro (6,4). Zudem war der spanische Ex-IOC-Präsident Juan Antonio Samaranch sehr einflussreich.

### Rio de Janeiro
Das Brasilianische Olympische Komitee nominierte am 1. September 2006 die Küstenstadt Rio de Janeiro. Diese hatte sich bereits für die Sommerspiele 2004 und 2012 beworben, scheiterte jedoch beide Male bei der Vorauswahl der offiziellen Bewerberstädte durch das IOC. Die Chancen von Rio de Janeiro, die Spiele 2016 auszurichten, besserten sich jedoch, da dort 2007 die Panamerikanischen Spiele stattfanden und im Zuge dessen zahlreiche auch für Olympische Spiele benötigte Sportstätten wie ein Leichtathletikstadion (João Havelange Stadium), eine Sporthalle für Basketball und Turnen (Rio Olympic Arena), ein Schwimmstadion (Maria Lenk Aquatic Parc) und ein Velodrom für Bahnradsport, entstanden. Mit der Entscheidung des IOC finden die Olympischen Spiele zum ersten Mal in Südamerika statt, was einen Vorteil gegenüber europäischen, asiatischen und nordamerikanischen Bewerberstädten darstellte.

### Tokio

Bewerbungslogo Tokio 2016

Tokio war ursprünglich für die Ausrichtung der Olympischen Spiele 1940 vorgesehen, die jedoch aufgrund des Zweiten Weltkrieges nicht stattfanden. Tokio richtete dann die Olympischen Spiele 1964 aus. In einer landesinternen Abstimmung setzte sich die japanische Hauptstadt am 30. August 2006 gegen ihren Mitbewerber, die Hafenstadt Fukuoka, durch. Tokio erhielt im Juni 2008 vom IOC die beste Note aller Bewerber (8,4).